# Galičak
Koordinati:   42°56′13″N, 17°28′29″E
Galičak je majhen nenaseljen otoček v Jadranskem morju. Pripada Hrvaški.
Otoček leži v južni Dalmaciji okoli 2 km severovzhodno od zaselka Drače na polotoku Pelješac. Njegova površina meri 0,048 km². Dolžina obalnega pasu je 0,91 km. Najvišji vrh je visok 30 mnm.